# Ola Vigen Hattestad
Ola Vigen Hattestad (* 19. dubna 1982, Askim Sykehus) je bývalý norský reprezentant v běhu na lyžích, specializoval se na sprinty.
Závodil za klub Ørje IL. Je olympijským vítězem ze sprintu na ZOH 2014 v ruském Soči a mistrem světa ve sprintu jednotlivců i dvojic z MS 2009 v Liberci. Počtem vítězství v závodech Světového poháru, ziskem tří malých glóbů za sprint a vítězstvím na olympiádě i na šampionátu je nejúspěšnějším lyžařským sprinterem v historii. Závodní kariéru oficiálně ukončil na jaře 2018, ale ve Světovém poháru naposledy startoval 11. prosince 2016 v Davosu a zdravotní potíže mu nedovolily závodit. Od podzimu 2018 je trenérem slovinské reprezentace.

## Největší úspěchy

### Olympijské hry
- ZOH 2014, Soči – 1. místo ve sprintu

### Mistrovství světa
- MS 2009, Liberec – 1. místo ve sprintu
- MS 2009, Liberec – 1. místo v týmovém sprintu (s Johanem Kjølstadem)

### Světový pohár
- 1. místo v klasifikaci sprintů SP 2007/08
- 1. místo v klasifikaci sprintů SP 2008/09
- 1. místo v klasifikaci sprintů SP 2013/14

celkově vyhrál v kariéře 13 závodů SP
- Čchang-čchun – sprint klasicky (15. 2. 2007)
- Drammen – sprint klasicky (5. 3. 2008)
- Kuusamo – sprint klasicky (29. 11. 2008)
- Davos – sprint volně (14. 12. 2008)
- Düsseldorf – sprint volně (21. 12. 2008)
- Otepää – sprint klasicky (25. 1. 2009)
- Val di Dentro – sprint klasicky (13. 2. 2009)
- Granåsen – sprint klasicky (12. 3. 2009)
- Kuusamo – sprint klasicky (28. 11. 2009)
- Liberec – sprint volně (15. 1. 2011)
- Düsseldorf – sprint volně (3. 12. 2011)
- Toblach – sprint volně (2. 2. 2014)
- Drammen – sprint klasicky (5. 3. 2014)

## Osobní život
V Norsku má domov v Ørje. Od roku 2009 je jeho životní partnerkou slovinská běžkyně na lyžích Katja Višnarová. Mají spolu syna Ludviga, který se narodil 24. listopadu 2015.